# Septuor d'instruments à vent
Le Septuor d'instruments à vent, op. 165, est une œuvre de Charles Koechlin composée en 1937.

## Présentation
Le Septuor d'instruments à vent est un septuor pour vents composé entre juin et août 1937, où il est achevé lors d'une tournée aux États-Unis de Koechlin,.
Écrit pour flûte, hautbois, cor anglais, clarinette (en la), saxophone alto, basson et cor, il portait à l'origine le nom de « Caprice sur le retour de mon fils », Charles Koechlin évoquant son fils Yves, âgé de quinze ans à l'époque, qui avait fait une fugue, ce qui lui inspira notamment une fugue musicale et un mouvement « sérénité » empreint de la joie du retour de son fils,.
La partition est publiée par L'Oiseau-Lyre en 1947.
Le Septuor, dédié à Paul Collaer, est créé sous la direction du dédicataire à Bruxelles, le 17 mars 1943, à l'Institut national de radiodiffusion (INR),.

## Structure
L’œuvre, d'une durée moyenne d'exécution de quatorze minutes environ, comprend six mouvements :
1. Monodie, pour clarinette seule ;
2. Pastorale, pour flûte, clarinette et basson, qui à l'instar du premier mouvement semble prendre « ses quartiers dans les décors virgiliens des Paysages et marines[2] », pour le musicologue Michel Fleury ;
3. Intermezzo, pour l'ensemble, premier mouvement à employer le septuor au complet, qui, « avec ses joyeux appels de coucou, fait revivre l'esprit des anciennes gaillardes avant le rythme ternaire de valse stylisée de l'interlude central[2] » ;
4. Fugue, pour l'ensemble, fugue à l'« habileté contrapuntique confirmée[2] », écrite durant un voyage en train entre Chicago et Los Angeles, « alors que le confort des wagons américains me permettait de travailler dans le calme[2] », écrit Koechlin ;
5. Sérénité, pour l'ensemble, cœur de la partition, à l'« émouvante mélodie en notes répétées au saxophone [qui] se réfracte au travers du kaléidoscope d'harmonies insolites tenues par les autres protagonistes[2] » ;
6. Fugue (sur un thème de mon fils Yves), pour l'ensemble, final fugué composé sur un thème chanté par le fils de Koechlin à l'âge de quatre ans, thème déjà utilisé par le compositeur dans Jeux, septième mouvement de la suite pour piano L'Ancienne maison de campagne[2] ; ce dernier mouvement est « d'un entrain communicatif [et] retrouve l'esprit des plus belles gigues des Suites anglaises de Bach[2] ».

Le Septuor porte le numéro d'opus 165 dans le catalogue des œuvres de Charles Koechlin.
Le compositeur a également réalisé en 1945 une transcription du septuor pour octuor à vent, avec flûte, cor anglais, clarinette en la, clarinette en ut, cor de basset, clarinette basse, basson et cor, à destination de l'ensemble Gaston Hamelin.

## Discographie
- Printemps, Berlin Philharmonic Wind Quintet, Manfred Pries (saxophone alto) et Gerhard Stempnik (cor anglais), BIS Records CD-536, 1992.
- Koechlin : Complete music for saxophone, CD 3, Orchestra Città Aperta Wind Ensemble, Filippo Farinelli (dir.), Brilliant Classics 9266, 2012.
- Charles Koechlin : œuvres pour ensembles, Ensemble Initium, Timpani 1C1193, 2012[6].

### Monographies
- Aude Caillet, Charles Koechlin : L'Art de la liberté, Anglet, Séguier, coll. « Carré Musique », 2001, 214 p. (ISBN 2-84049-255-5).
- Robert Orledge, Charles Koechlin (1867-1950): His Life and Works, harwood academic publishers, 1989 (ISBN 978-3-7186-0609-2).